# Epitola ciconia
Epitola ciconia är en fjärilsart som beskrevs av Smith och Kirby 1892. Epitola ciconia ingår i släktet Epitola och familjen juvelvingar. Inga underarter finns listade i Catalogue of Life.